# AEG:s turbinfabrik

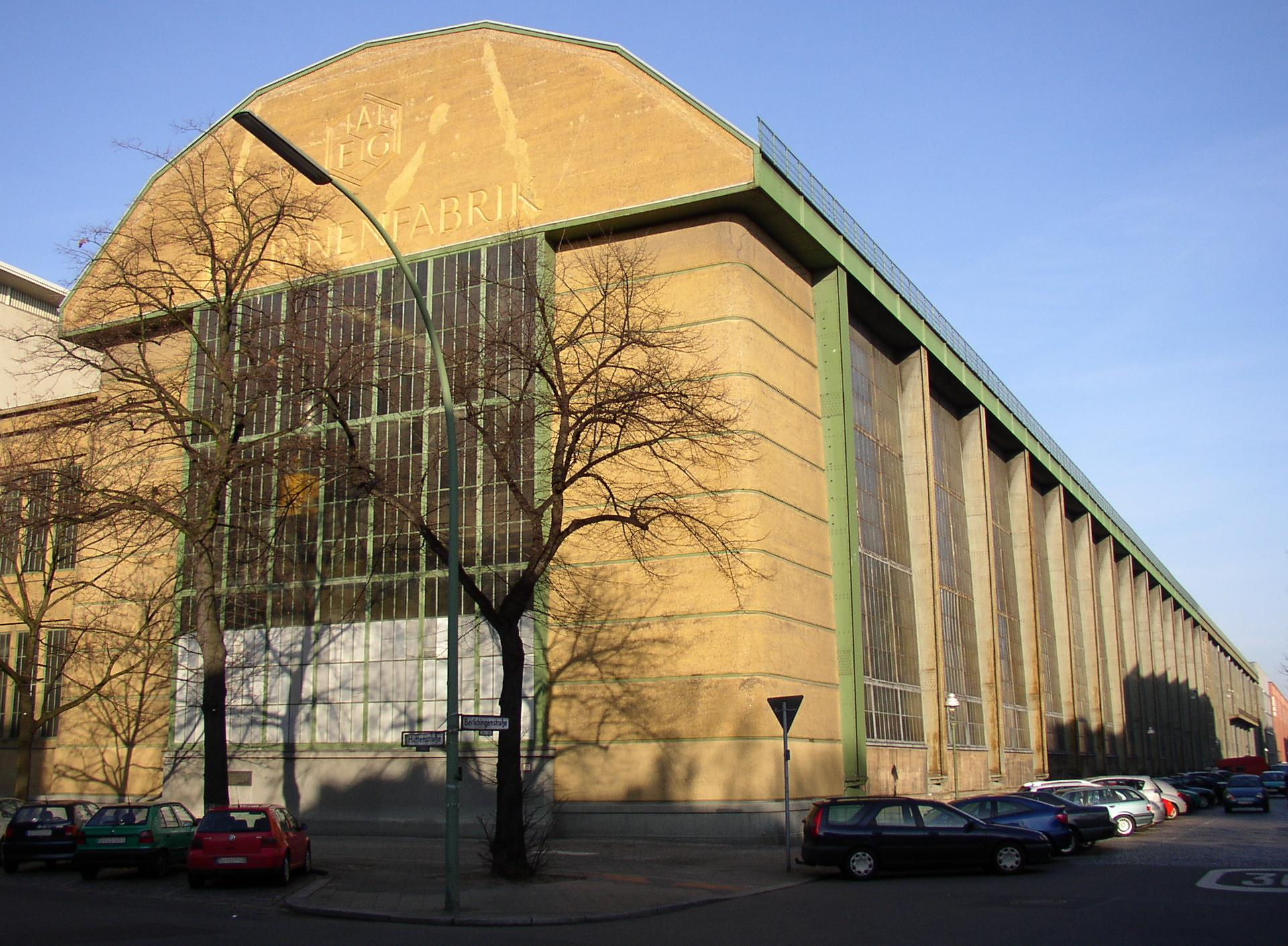
AEG:s turbinfabrik

AEG:s turbinfabrik är en modernistisk byggnad i funktionalistisk arkitektur i området Moabit i stadsdelen Mitte i Berlin. Byggnaden ritades av Peter Behrens för firman AEG och uppfördes 1909. 
Fabriken är bland de mest kända industribyggena i Tyskland och anses som arkitektoniskt epokgörande, med sin enkla och rena framtoning utan ornamentering. Det tillverkas fortfarande turbiner i hallen, samma produkt som vid invigningen för drygt hundra år sedan.
Hallen blev förlängd i nordlig riktning 1939. Byggnaden ägs idag av det tyska industrikonglomeratet Siemens AG. 